# Tabernaemontana ovalifolia
Tabernaemontana ovalifolia är en oleanderväxtart som beskrevs av Ignatz Urban. Tabernaemontana ovalifolia ingår i släktet Tabernaemontana och familjen oleanderväxter. Inga underarter finns listade i Catalogue of Life.